# Campsicnemus neoplatystylatus
Campsicnemus neoplatystylatus är en tvåvingeart som beskrevs av Neal L. Evenhuis 2003. Campsicnemus neoplatystylatus ingår i släktet Campsicnemus och familjen styltflugor. Inga underarter finns listade i Catalogue of Life.